# Paul Esswood
Répertoire
Musique baroque
Paul Esswood, né le 6 juin 1942 à West Bridgford en Angleterre, est un contreténor anglais. Il est très connu pour ses interprétations des cantates de Bach et des opéras de Haendel et de Monteverdi. Avec ses compatriotes Alfred Deller et James Bowman, il a fait revivre l'art des contreténors.

## Biographie
Il étudie au Royal College of Music à Londres de 1961 à 1964. il a fait des débuts professionnels lors d'une représentation du Messie de Haendel pour la BBC (1971).
Esswood a participé à plus de 150 enregistrements, tenant la partie d'alto dans de nombreuses cantates de Bach pour Teldec sous la direction de Nikolaus Harnoncourt et Gustav Leonhardt. il a enregistré le Messie quatre fois, ainsi que de nombreuses œuvres de Henry Purcell, Claudio Monteverdi, Francesco Cavalli, Marc-Antoine Charpentier et d'autres.
Parmi les rôles d'œuvres contemporaines écrits pour lui, il y a le rôle-titre dans l'opéra de l'opéra Akhnaten de Philip Glass et  la Mort dans Paradise Lost (en) de Penderecki. il a aussi chanté lors de la création de la deuxième symphonie de Schnittke.
Paul Esswood est le fondateur de Pro Cantione Antiqua, un groupe de chanteurs masculins a cappella spécialisé dans la musique ancienne. Il est aussi connu comme chef d'orchestre d'opéra baroque.

## Discographie sélective
- Jean-Sébastien Bach, Passion selon saint Matthieu, avec Kurt Equiluz, Karl Ridderbusch, Paul Esswood, Tom Sutcliffe, James Bowman, Nigel Rogers, Max van Egmond, Michael Schopper, Concentus Musicus Wien, Chœur de garçons des Regensburger Domspatzen, Chœur du King's College, dir. Nikolaus Harnoncourt - 3 CD Teldec (1970).
- Georg Friedrich Haendel, Serse, avec Carolyn Watkinson, Paul Esswood, Barbara Hendricks, Ortrun Wenkel, Anne-Marie Rodde, Ulrik Cold, Ulrich Studer, La Grande Écurie et la Chambre du Roy, dir. Jean-Claude Malgoire - 3 CD Sony Music (1979).
- Marc-Antoine Charpentier, David et Jonathas H.490, avec Paul Esswood (David), Colette Alliot-Lugaz (Jonathas), Philippe Huttenlocher (Saül), Roger Soyer (Achis), Antoine David (Joabel), René Jacobs (La Pythonisse), Pari Marinov ( L'Ombre de Samuel), Maitrise de L'Opéra de Lyon, Enfants de la Cigale de Lyon, et du lycée musical, English Bach Festival Baroque Orchestra, dir. Michel Corboz - 2 CD Erato (1981).